# 리하르트 알트만
리하르트 알트만(Richard Altmann, 1852년 3월 12일 ~ 1900년 12월 8일)은 프로이센주 이와바 출신의 독일인 병리학자, 조직학자이다.
그라이프스발트, 쾨니히스베르크, 마르부르크, 기센에서 약리학을 공부하였고 1877년 기센 대학교에서 박사학위를 받았다. 그 뒤 라이프치히에서 시체 해부자로서 일했고 1887년 해부학 교수가 되었다.